# کارامیچوتسی
کارامیچوتسی (به بلغاری: Karamichevtsi) یک منطقهٔ مسکونی در بلغارستان است که در سولیوو واقع شده‌است.